# Angelsächsische Kunst

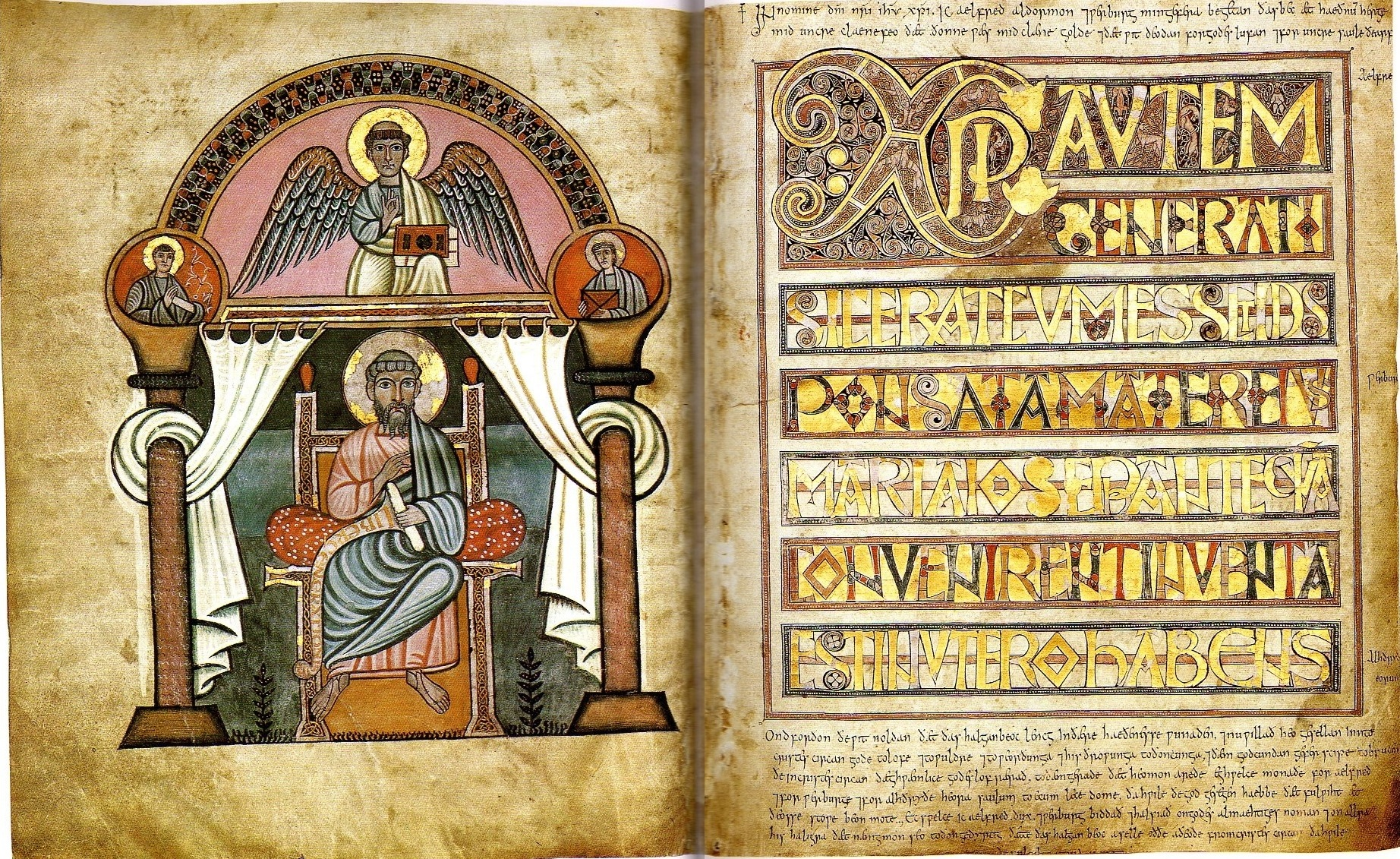
Evangelist Matthäus im Codex Aureus von Stockholm, England, Mitte 8. Jhd.

Angelsächsische Kunst ist die Bezeichnung für die Kunst in England vom 5. bis 11. Jahrhundert. Sie entwickelte eigene Stile und Formen und unterschied sich von den Kulturen Irlands, Skandinaviens und Westeuropas. Höhepunkte waren das 7. und 8. Jahrhundert – besonders in der Schmiedekunst – sowie das 10. und 11. Jahrhundert.
Wichtige Kunstwerke entstanden als Kirchenbauten, Skulpturen, sakrale Gegenstände, Buchmalerei und Textilgestaltung. Heute sind nur noch wenige Zeugnisse dieser Zeit erhalten, da in den darauffolgenden Jahrhunderten, besonders im Verlauf der Reformation, die meisten Kunstwerke zerstört wurden.

## Geschichte
Seit dem 5. Jahrhundert besiedelten die germanischen Stämme der Angeln, Sachsen und Jüten das östliche England. Sie trafen dabei auf eine zahlenmäßig geringe keltische Bevölkerung, die durch die römische Herrschaft kulturell beeinflusst war. Aus dieser Zeit sind Keramik und andere Gebrauchsgegenstände erhalten.
597 kamen 40 meist irische Mönche zur Reorganisation kirchlicher Strukturen nach England. Irische Einflüsse sind in der Folgezeit in der Gestaltung von Kirchengebäuden wie auch in der Buchmalerei zu erkennen.
Seit dem 9. Jahrhundert nahmen Einfälle von Wikingern aus Dänemark zu. Aus dieser Zeit sind wenige Kunstwerke bekannt. Im 11. Jahrhundert kam es dagegen zu einer Blüte angelsächsischer Kunst. Dabei sind westeuropäische Einflüsse (Ottonische Kunst, Romanik) deutlich zu erkennen. Mit der Eroberung Englands durch die Normannen 1066 endete die angelsächsische Periode, wenn auch danach noch Kunstwerke im angelsächsischen Stil (Teppich von Bayeux) entstanden.

## Architektur

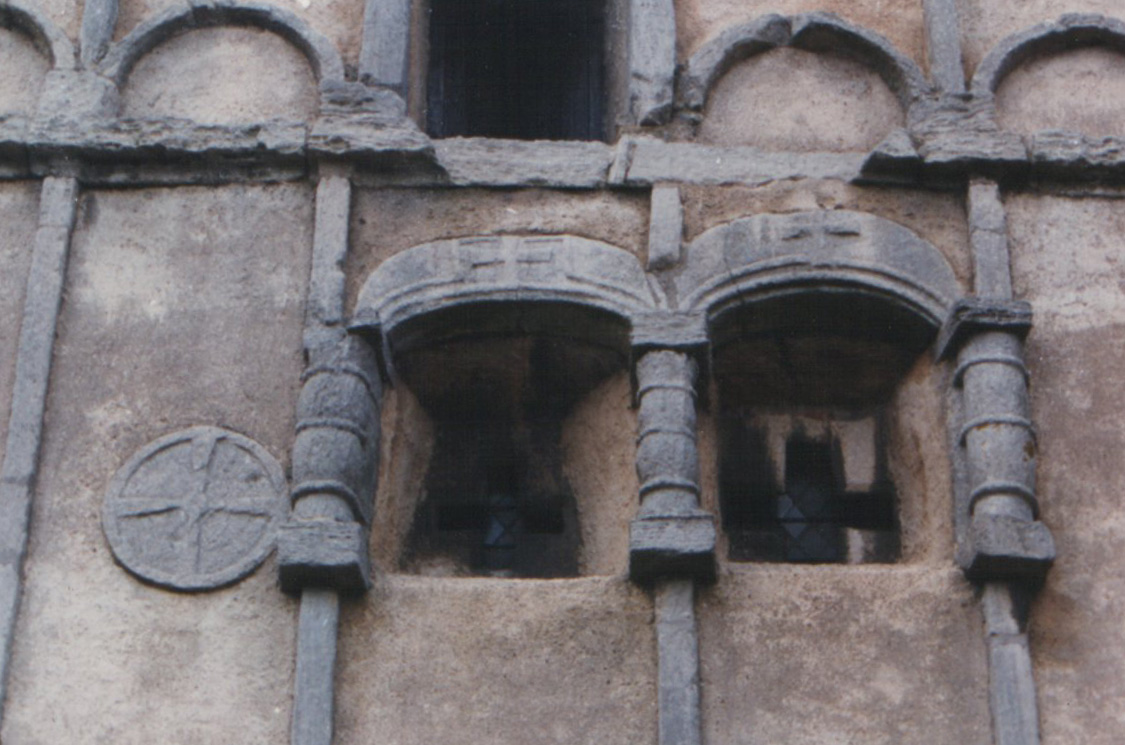
Earls Barton

In England und Wales sind etwa 50 Kirchen erhalten, die noch Spuren angelsächsischer Architektur enthalten. Alle diese Kirchen wurden in den folgenden Jahrhunderten verändert, so dass die ursprüngliche Form nur noch in Teilen erkennbar ist. Die frühesten Kirchen sind aus dem 7. Jahrhundert und irisch geprägt. Es ist keine Kirche bekannt, die auf einem römischen Vorgängerbau errichtet wurde. Die erhaltenen Kirchen sind aus Stein gebaut, nur in Greensted ist eine Holzkirche erhalten. Die Bauten entstanden in zwei Stiltypen:
1. „Südöstlicher Typ“: Kirchen mit einer Apsis als Chorabschluss, das Mittelschiff ist etwa 1½ bis 1¾mal so lang als breit (auch im nördlichen Hexham)
2. „Nördlicher Typ“: Kirchen mit geradem Chorabschluss, das Mittelschiff ist meist mehr als dreimal so lang als breit

Die angelsächsische Architektur entwickelte einige spezifische Stilelemente, zum Beispiel spitze obere Fenster- und Türabschlüsse und Säulen mit gewundener Verzierung. Sie zeichnete sich durch einen Hang zur Dekoration aus, der sich in späteren Baustilen zu einem bestimmenden Element entwickeln sollte. Seit dem 10. Jahrhundert sind zunehmend romanische Einflüsse aus Westeuropa erkennbar.
Angelsächsische Profanbauten sind kaum erhalten.

## Buchmalerei

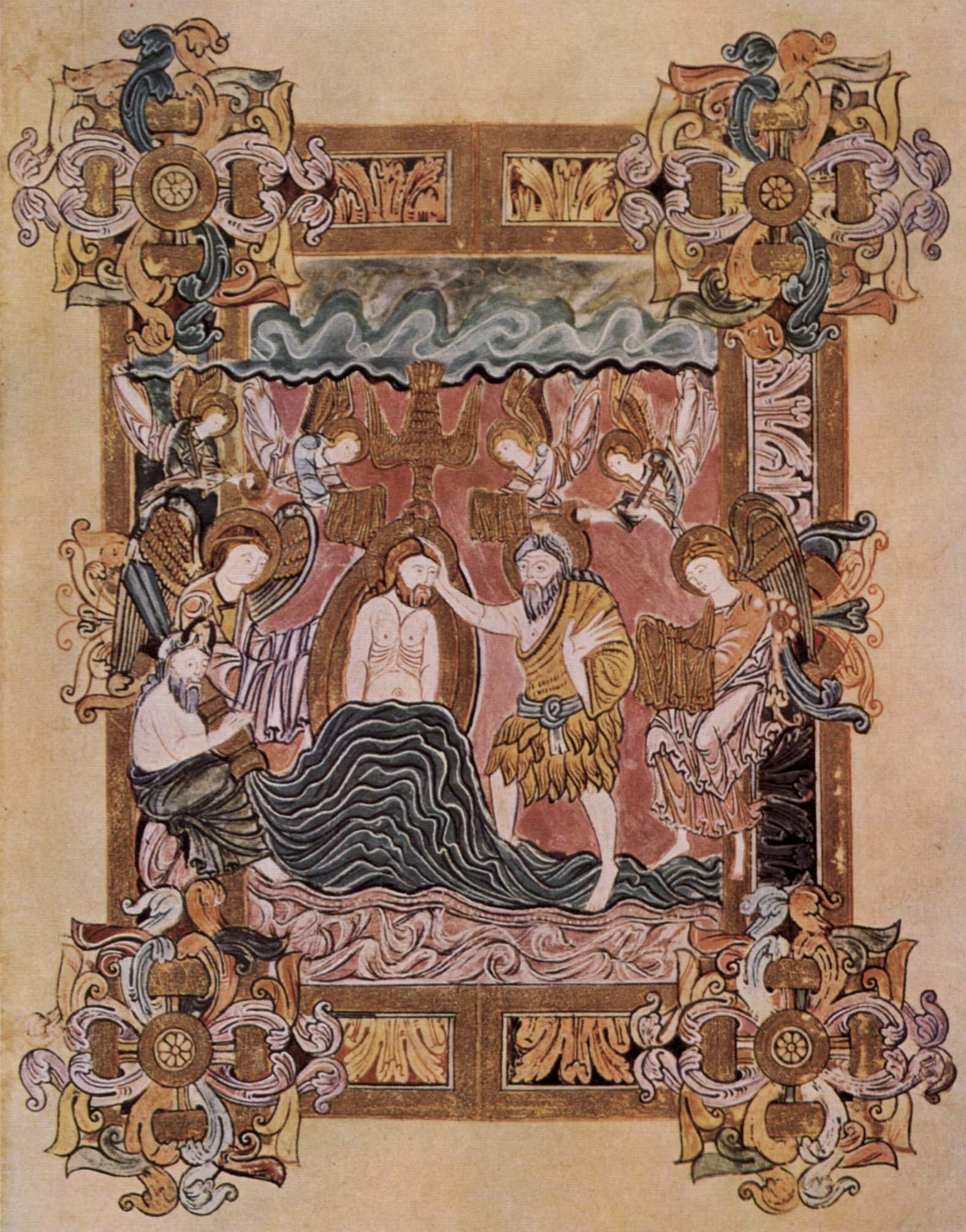
Benediktionale des Æthelwold, Taufe Christi, Winchester, 975–980

Die Schriftgestaltung der ältesten in England entstandenen erhaltenen Manuskripte aus dem späten 7. oder frühen 8. Jahrhundert sind im „insularen Stil“ gestaltet. Dieser war mit irischen Mönchen mitgebracht worden. Bildliche Abbildungen in den gleichen Handschriften folgten dagegen italienischen Vorbildern, die mit römischen Missionaren nach England gekommen waren (Evangeliar von Lindisfarne, Codex Aureus von Stockholm).
Seit dem 10. Jahrhundert beförderte der aus dem fränkischen Reich stammende Utrechter Psalter, der sich zwischen Ende des 10. Jahrhunderts und 1200 in Canterbury befand, die Rezeption der karolingischen Kunst der Metzer Schule in England. In der Abtei Winchester entwickelte sich seit dem 10. Jahrhundert ein eigenwilliger illusionistischer Zeichenstil, der in England lange bestimmend blieb. Hauptwerke dieser Schule sind das um 980 geschriebene Benediktionale des Æthelwold und das Pontifikale des Erzbischofs Robert mit kleinteiliger Gewandfaltung und starker Betonung der Bewegungen. In den folgenden Jahrzehnten nahm der angelsächsische Zeichenstil mit überlangen Figuren und noch größerer Bewegtheit an Stilisierung zu, bis sie sich nach der Jahrhundertmitte dem romanischen Figurenstil annäherte.

## Bildhauerei

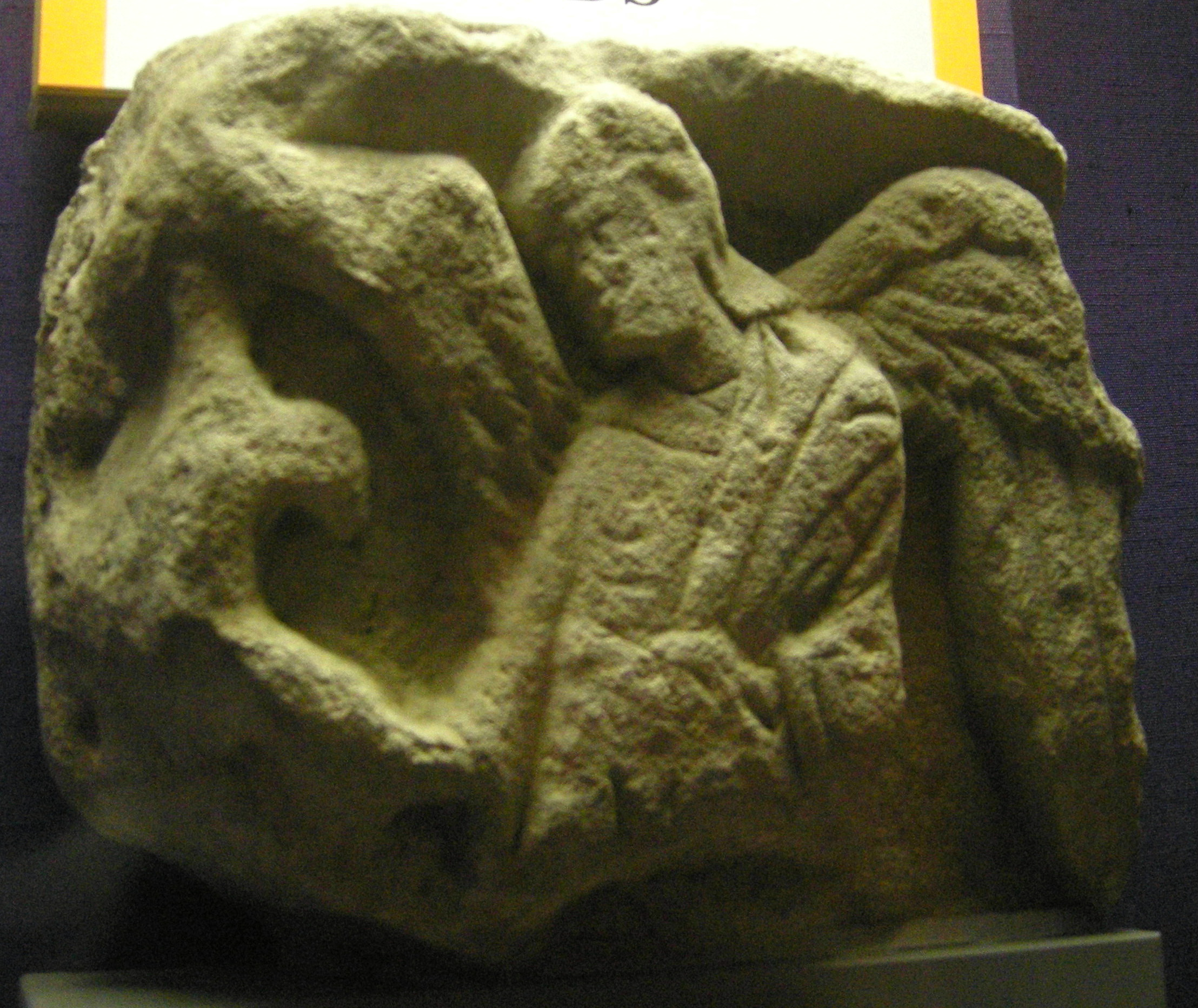
Steinrelief eines Engels

Von den ursprünglich zahlreichen steinernen Flurkreuzen sind in England nur wenige Exemplare erhalten geblieben. Die Kreuze waren meist reich verziert und wahrscheinlich farbig bemalt. Das älteste erhaltene ist aus dem 8. Jahrhundert. Wahrscheinlich gab es auch viele Holzkreuze, von denen heute nur ein einziges erhalten ist. Angelsächsische Kreuze hatten einen langen Schaft und waren aus den Formen irischer Hochkreuze entstanden.
Seit dem 10. Jahrhundert entstanden viele Skulpturen in englischen Kirchen, von denen heute nur noch einige Fragmente erhalten sind.

## Elfenbeinschnitzerei

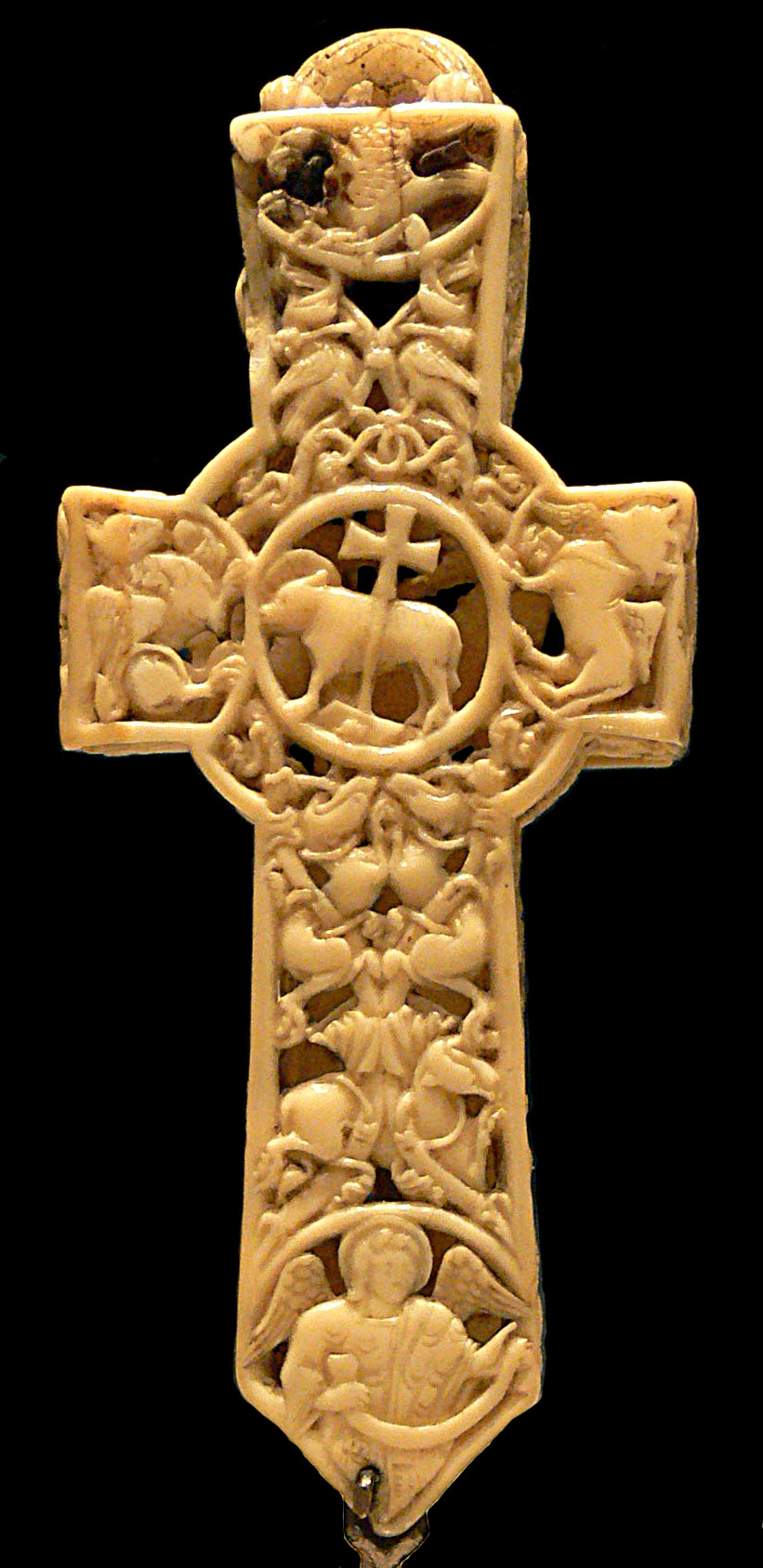
Reliquienkreuz, 10. Jhd.

Aus Walrosselfenbein und Walelfenbein sind einige Buchdeckel, Kreuze und figürliche Darstellungen erhalten. Darunter das Oberteil eines kunstvoll gearbeiteten Taukreuzes mit einer Darstellung von Christus mit der Schlange aus dem 8. Jahrhundert. In Winchester entwickelte sich ein eigener Stil, erhalten ist eine figürliche Darstellung der Taufe Christi aus dem 10. Jahrhundert. Dazu gehört wahrscheinlich auch ein Corpus des gekreuzigten Christus aus Walrosselfenbein auf einem ottonischen, möglicherweise deutschen Kreuz, ebenfalls aus dem 10. Jahrhundert.

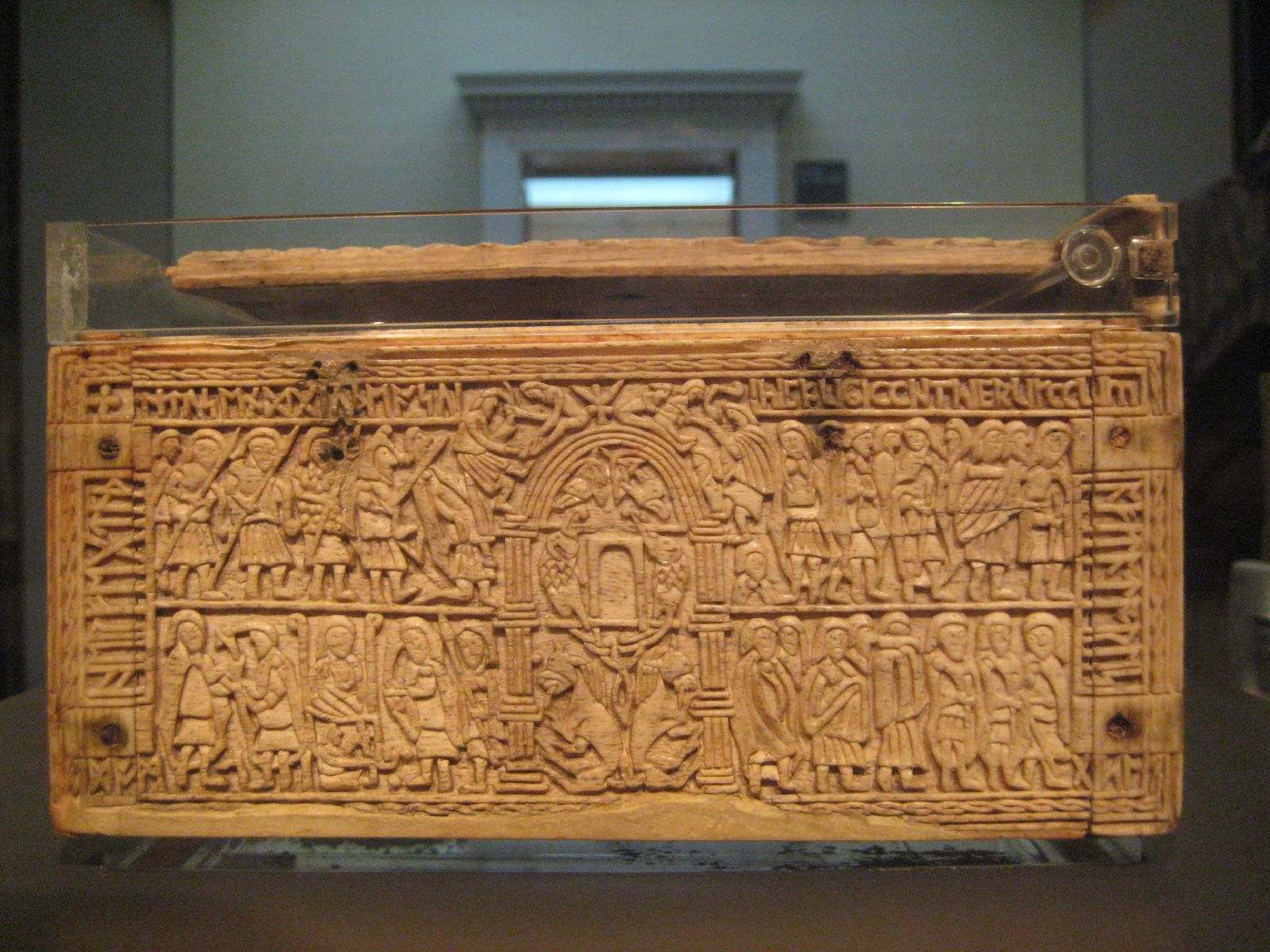
Franks Casket, Titus erobert Jerusalem
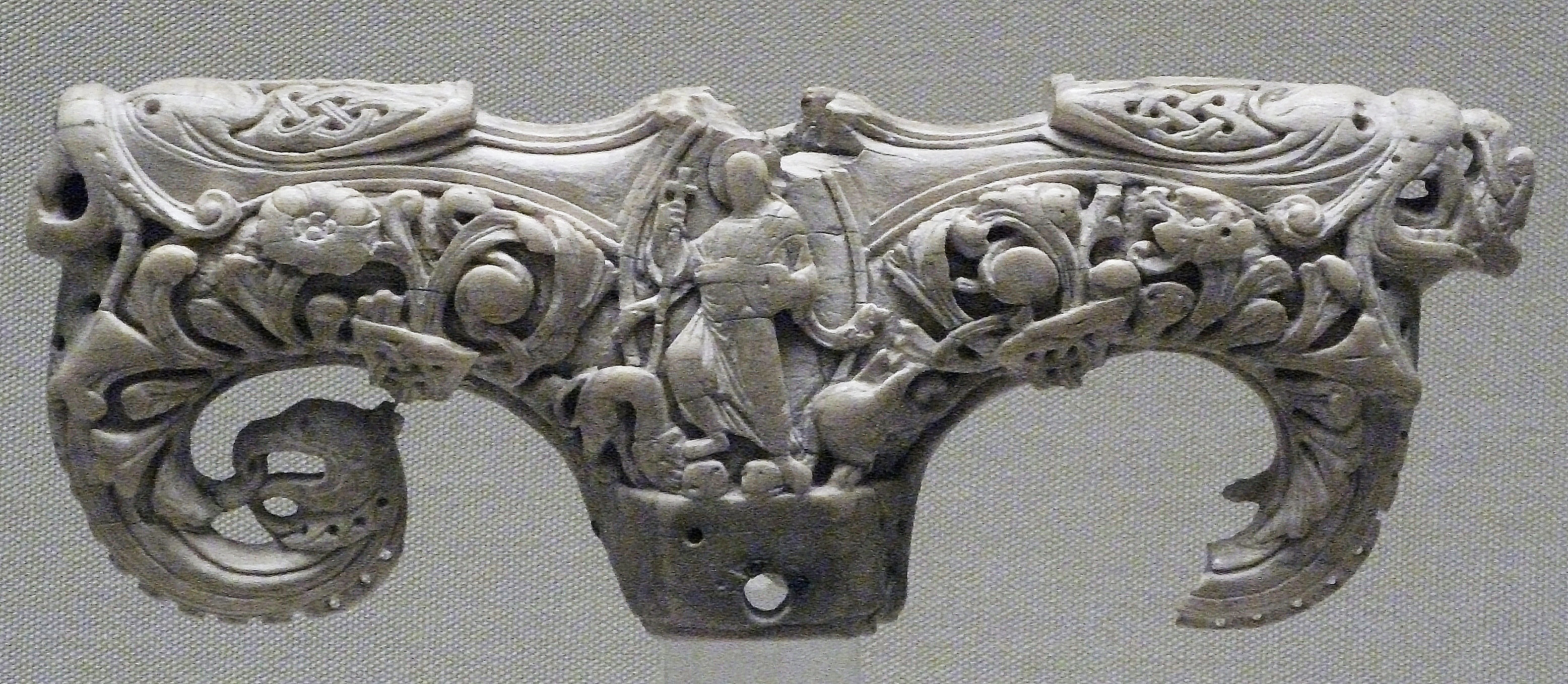
Taukreuz, 8. Jhd.
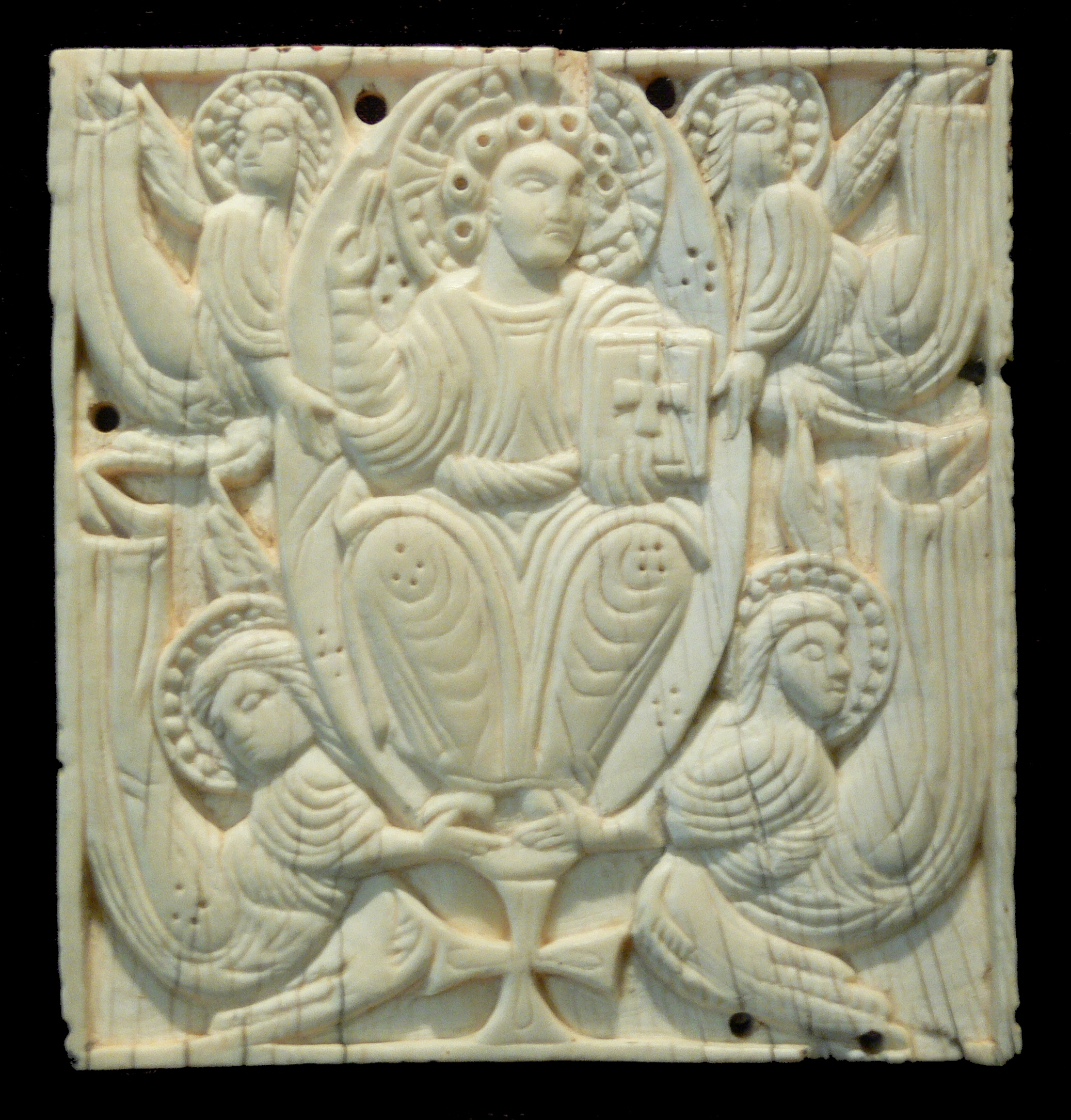
Buchdeckel (?), Christi Himmelfahrt, 8. Jhd.
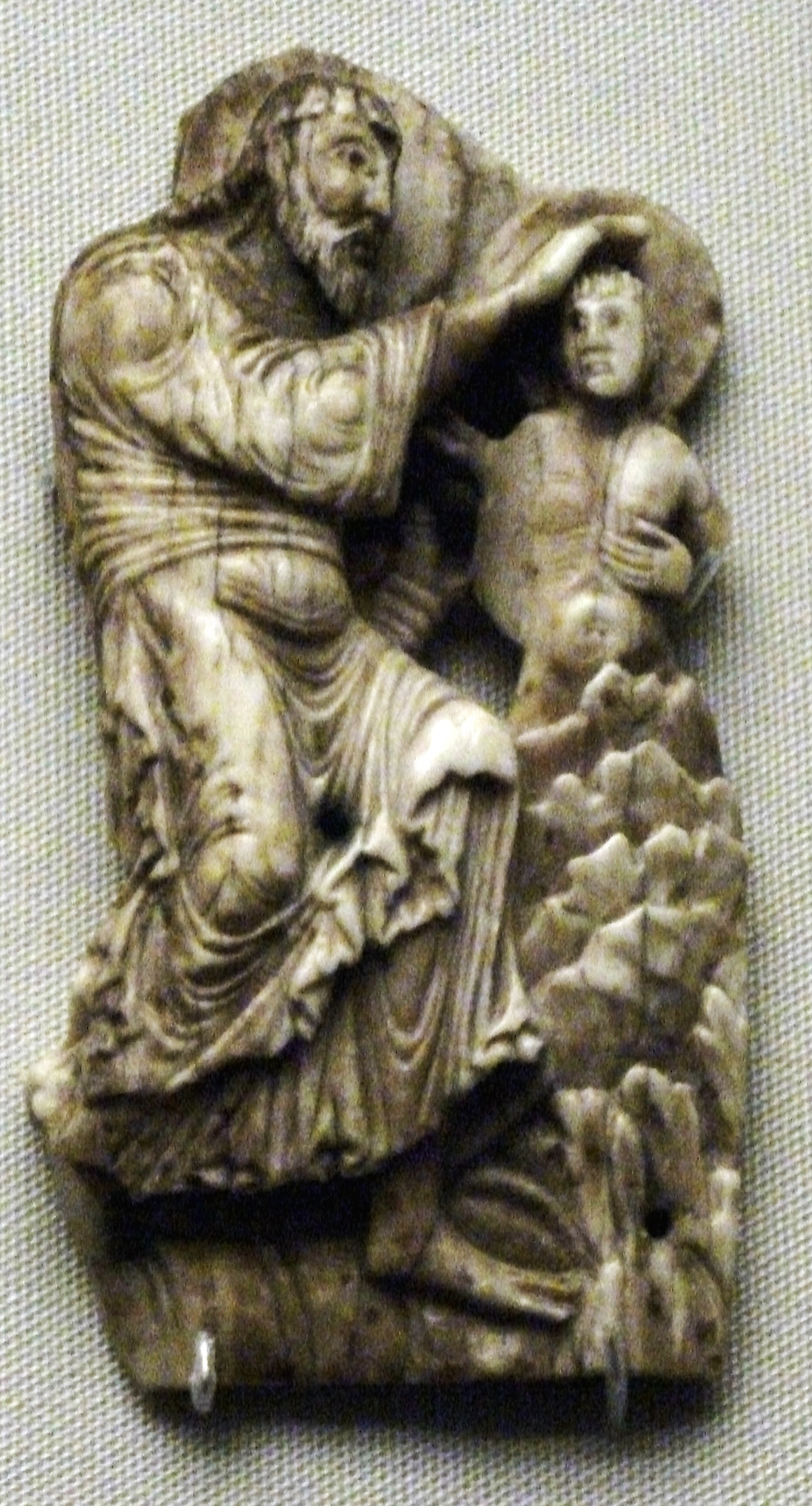
Taufe Christi, Winchester-Stil, 10. Jhd.
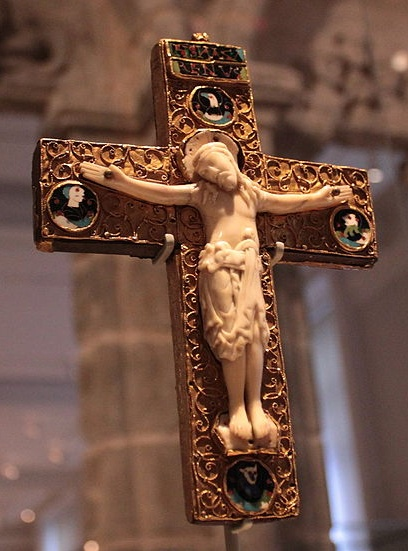
Reliquienkreuz, 10. Jhd.

## Textilkunst

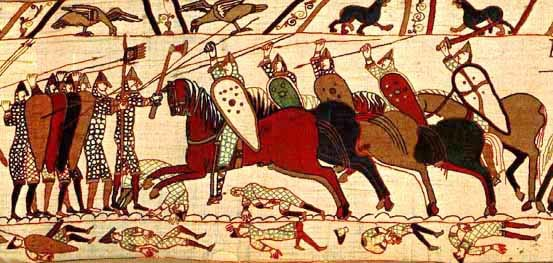
Teppich von Bayeux (Ausschnitt), vermutlich Südengland, 2. Hälfte 11. Jhd.

Zeugnisse angelsächsischer Textilkunst sind erst seit dem 10. Jahrhundert erhalten, meist nur in kleinen Stücken aus Reliquienbehältern oder Grabbeigaben. Liturgische Kleidung, Alterdecken und repräsentative Kleidungsstücke wurden kunstvoll bestickt und oft mit Gold- oder Silberfäden, Perlen und Glasperlen durchzogen. Ein weltweit einzigartiges Werk und das mit Abstand bekannteste Beispiel angelsächsischer Textilgestaltung ist der heute mit einer Länge von über 68 Metern erhaltene Teppich von Bayeux, der die normannische Eroberung darstellt und zu den herausragendsten Kunstwerken des Mittelalters gezählt wird.